# Melanophthalma distinguenda
Melanophthalma distinguenda är en skalbaggsart som först beskrevs av Comolli 1837.  Melanophthalma distinguenda ingår i släktet Melanophthalma, och familjen mögelbaggar. Arten är reproducerande i Sverige.